# Немачка подморница У-63
Подморница У-63 је била Немачка подморница типа II-Ц и коришћена је у Другом светском рату. Подморница је изграђена 18. јануара 1940. године, и служила је у 1. подморничкој флотили (18. јануар 1940 — 31. јануар 1940) - обука и 1. подморничкој флотили (1. фебруар 1940 — 25. фебруар 1940) - борбени брод.

## Служба
Након што је завршена обука посаде, подморница У-63 испловаљава из базе на острву Хелголанд, 17. фебруара 1940. године, под командом Гинтера Лоренца, и одлази на своје прво и последње патролирање.
У 21:00 сати, 24. фебруара 1940. године, шведски трговачки брод Santos је торпедован и потопљен од подморнице У-63, код Кирквола. Међу 31. погинулим, била су три путника и шест члана посаде шведског трговачког брода Liana, који је 16. фебруара потопљен од подморнице У-14. Преживеле сакупља 25. фебруара британски разарач HMS Gallant (H 59), на око 50 наутичких миља од Данкансби Хеда и искрцава их истиг дана у Ивергордон.
Дана, 25. фебруара 1940. године, свега 9 дана од почетка патролирања, подморница У-63 је потопљена јужно од Шетландских острва, од британских разарача, HMS Escort, HMS Inglefield, HMS Imogen и подморнице HMS Narwhal, који су су је гађали дубинским бомбама и торпедима. Један члан посаде подморнице У-63 гине, а 24 постају ратни заробљеници.

## Команданти
- Гинтер Лоренц (18. јануар 1940 — 25. фебруар 1940)

## Бродови
| Име брода | Држава  | Тежина     | Година изградње | Датум напада      | Напомена |
|           | Шведска | 3.840 тона | 1925.           | 24. фебруар 1940. | Потопљен |
| --------- | ------- | ---------- | --------------- | ----------------- | -------- |